# Parlamentswahl in Spanien 2011
- Amaiur: 7
- IU: 11
- BNG: 2
- Compromís: 1
- ERC: 3
- PSOE: 110
- GBai: 1
- UPYD: 5
- CC: 2
- EAJ/PNV: 5
- CiU: 16
- FAC: 1
- PP: 186

- Amaiur: 3
- PSOE–ICV–EUiA: 76
- CC: 2
- EAJ/PNV: 5
- CiU: 13
- FAC: 1
- PP: 166

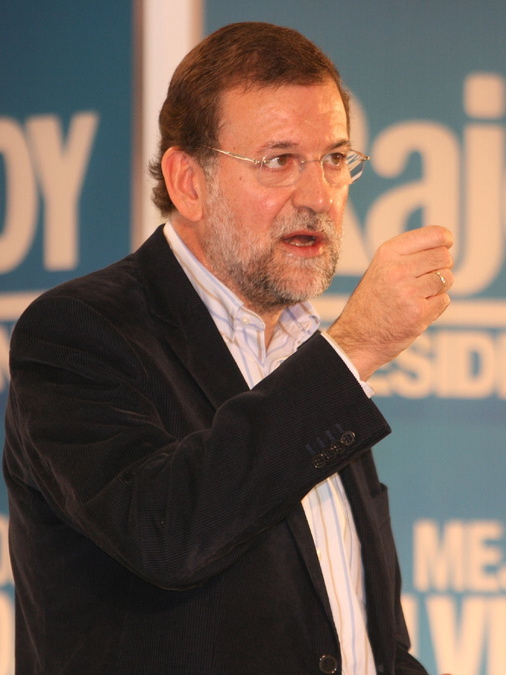
Mariano Rajoy (PP)

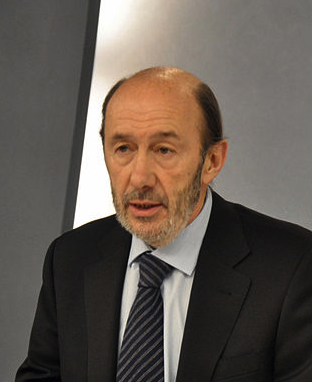
Alfredo Pérez Rubalcaba (PSOE)

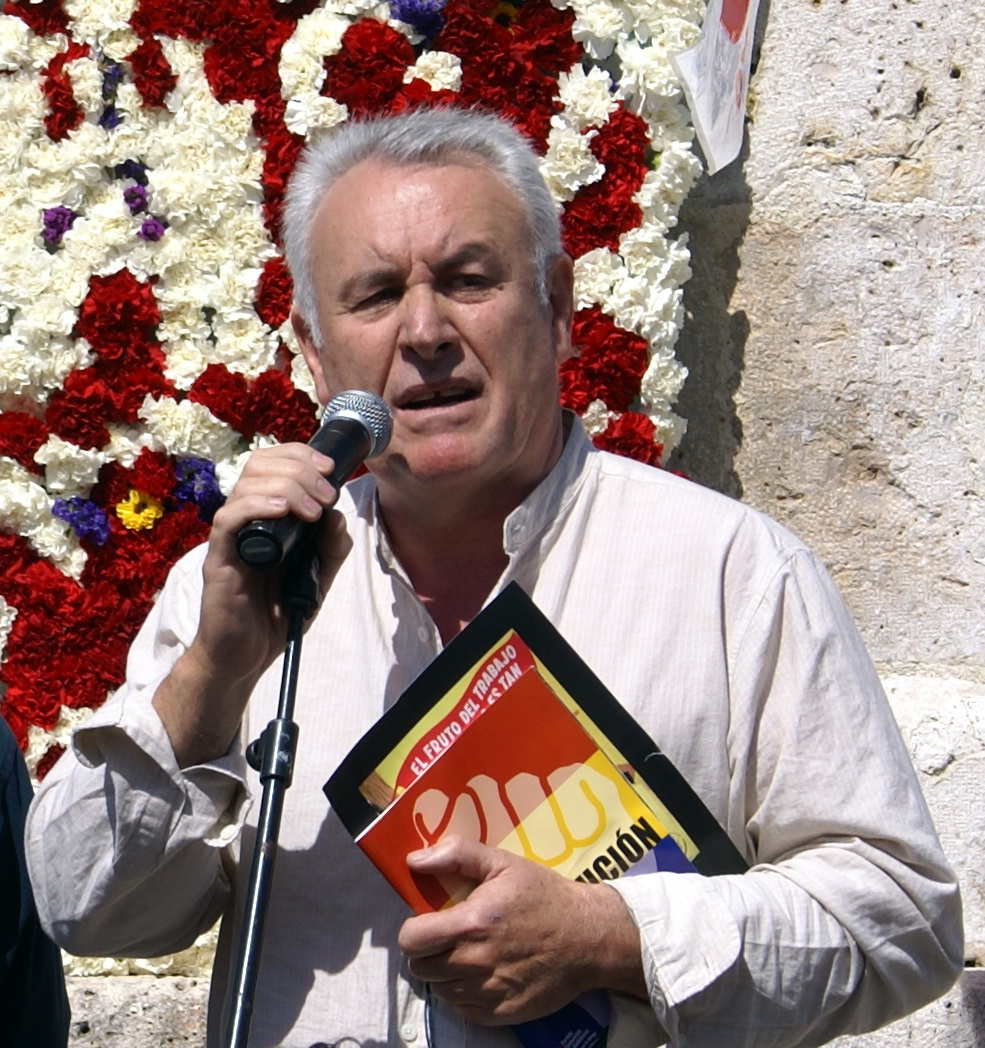
Cayo Lara (IU)

Die Parlamentswahl in Spanien 2011 fand am 20. November statt, um die beiden Kammern des Parlaments (Cortes Generales) zu erneuern. Gewählt wurden die 350 Abgeordneten des Abgeordnetenhauses (Congreso de los Diputados) und 208 der 266 Mitglieder des Senats (Senado). Es handelte sich um vorgezogene Neuwahlen. Mit den Wahlen begann die 10. Legislaturperiode nach dem Inkrafttreten der Verfassung von 1978.

## Vorzeitiges Ende der Legislaturperiode
Aus den letzten Parlamentswahl im Jahre 2008 war die PSOE zum zweiten Mal nach 2004 als stärkste Kraft hervorgegangen, hatte die absolute Mehrheit im Abgeordnetenhaus (Congreso de los Diputados) mit 169 von 350 Abgeordneten jedoch verfehlt. Ministerpräsident José Luis Rodríguez Zapatero bildete eine Minderheitsregierung, die für die Durchsetzung umstrittener Gesetzesvorhaben auf die Zustimmung oder wohlwollende Stimmenthaltung der Regionalparteien (insbesondere der katalanischen CiU und der baskischen PNV) angewiesen war.
Die Legislaturperiode war von Beginn an von einer äußerst scharfen Konfrontation zwischen den beiden großen Parteien geprägt, der regierenden sozialdemokratischen PSOE und der konservativen PP.
Von der weltweiten Wirtschafts- und Finanzkrise wurde Spanien – vor allem aufgrund der großen Abhängigkeit vom Bausektor – ab 2008 besonders intensiv und lang anhaltend betroffen. Die Arbeitslosigkeit stieg von 8 % im Jahre 2007 auf 11 % (2008), 18 % (2009) und über 20 % (2010). Die Jugendarbeitslosigkeit (Jugendliche unter 25 Jahren) stieg 2010 sogar auf 42 %. Zur Eindämmung des Staatsdefizits sah sich die Regierung zu unpopulären Maßnahmen wie der Erhöhung des Renteneintrittsalters gezwungen. Im Mai 2011 gipfelte die Unzufriedenheit vor allem unter der spanischen Jugend in der Protestbewegung des Movimiento 15-M, deren Sympathisanten zentrale Plätze in Städten im ganzen Land teilweise wochenlang besetzt hielten.
Schließlich erlitt die PSOE bei den Regional- und Kommunalwahlen vom 22. Mai 2011 empfindliche Verluste. Auch in bisherigen Hochburgen wie Asturien, Extremadura oder Kastilien-La Mancha schied sie aus der Regierungsverantwortung aus. Auf kommunaler Ebene verlor sie die Bürgermeisterposten bedeutender Städte wie Barcelona oder Sevilla.
Bereits im April 2011 hatte Zapatero angekündigt, nach der nächsten Wahl nicht mehr als Ministerpräsident zur Verfügung zu stehen. Allerdings betonte er bis zum 29. Juli 2011 öffentlich stets, die laufende Legislaturperiode noch voll ausschöpfen zu wollen, was Wahlen erst im März 2012 bedeutet hätte.
Am 29. Juli 2011 kündigte Ministerpräsident Zapatero dann jedoch vorgezogene Neuwahlen für den 20. November 2011 an.
Mit Dekret vom 26. September 2011 wurden die Cortes Generales der IX. Legislatur gemäß Art. 115 der spanischen Verfassung durch König Juan Carlos I. auf Vorschlag des Ministerpräsidenten José Luis Rodríguez Zapatero (PSOE) auch offiziell aufgelöst. Das Auflösungsdekret wurde am 27. September 2011 im Boletín Oficial del Estado veröffentlicht und gleichzeitig wurden Neuwahlen gemäß den Bestimmungen des Wahlgesetzes für den 54. Tag nach der Veröffentlichung des Dekrets, also den 20. November 2011, anberaumt.

## Spitzenkandidaten
Als Spitzenkandidaten der drei landesweiten Parteien traten der frühere Innenminister Alfredo Pérez Rubalcaba (PSOE), Mariano Rajoy (PP) und Cayo Lara (IU) an.

## Ergebnisse

### Abgeordnetenhaus

#### Nationales Ergebnis
Die konservative PP erreichte das beste Ergebnis ihrer Geschichte und eine komfortable absolute Mehrheit. Die bisher regierende sozialdemokratische PSOE verlor ein Drittel ihrer Mandate und erzielte das schlechteste Ergebnis seit 1975.
Beachtliche Gewinne konnten mit der linkssozialistischen IU und der linksliberalen UPyD die dritt- und viertstärkste landesweit antretende Partei verbuchen, ebenso die katalanisch-bürgerliche CiU.
Das baskisch-linksnationalistische Wahlbündnis Amaiur konnte den Erfolg von Bildu bei der Kommunalwahl 2011 wiederholen und lag nach Stimmen im Baskenland nur kurz hinter der baskisch-bürgerlichen EAJ-PNV, nach der Anzahl der errungenen Mandate sogar vor ihr.
Die Regionalparteien ERC (pankatalanisch-links), BNG (galicisch-links) und Coalición Canaria konnten die Zahl ihrer Abgeordneten aus der vorigen Legislaturperiode halten. Mit jeweils einem Abgeordneten neu im Abgeordnetenhaus vertreten sind das linke valencianische Wahlbündnis Compromís-Q und die FAC.
| Listen                                                     | Listen                                                                          | Stimmen    | %    | +/-   | Mandate | +/- |
| ---------------------------------------------------------- | ------------------------------------------------------------------------------- | ---------- | ---- | ----- | ------- | --- |
|                                                            | Partido Popular (PP) a                                                          | 10.866.566 | 44,6 | +4,5  | 186     | +32 |
|                                                            | Partido Socialista Obrero Español (PSOE) b                                      | 7.003.511  | 28,8 | −15,1 | 110     | −59 |
|                                                            | Izquierda Unida (IU) c                                                          | 1.685.991  | 6,9  | +3,0  | 11      | +9  |
|                                                            | Unión Progreso y Democracia (UPyD)                                              | 1.143.225  | 4,7  | +3,5  | 5       | +4  |
|                                                            | Convergència i Unió (CiU)                                                       | 1.015.691  | 4,2  | +1,1  | 16      | +6  |
|                                                            | Amaiur d                                                                        | 334.498    | 1,4  | +0,1  | 7       | −1  |
|                                                            | Eusko Alderdi Jeltzalea (EAJ-PNV) e                                             | 366.732    | 1,5  | +1,0  | 6       | +7  |
|                                                            | Esquerra Republicana de Catalunya (ERC) f                                       | 256.985    | 1,1  | −0,1  | 3       | ±0  |
|                                                            | Equo                                                                            | 216.748    | 0,9  | Neu   | –       | Neu |
|                                                            | Bloque Nacionalista Galego (BNG)                                                | 184.037    | 0,8  | −0,1  | 2       | ±0  |
|                                                            | Coalición Canaria - Nueva Canarias – Partido Nacionalista Canario (CC-NC-PNC) g | 143.881    | 0,6  | −0,2  | 2       | ±0  |
|                                                            | Compromís-Q h                                                                   | 125.306    | 0,5  | +0,4  | 1       | +1  |
|                                                            | Partido Animalista Contra el Maltrato Animal                                    | 102.144    | 0,4  | ±0,2  | –       | ±0  |
|                                                            | Foro de Ciudadanos (FAC)                                                        | 99.473     | 0,4  | N/A   | 1       | +1  |
|                                                            | Escaños en Blanco                                                               | 97.673     | 0,4  | +0,4  | –       | ±0  |
|                                                            | Partido Andalucista                                                             | 76.999     | 0,3  | ±0,0  | –       | ±0  |
|                                                            | Plataforma per Catalunya                                                        | 59.949     | 0,2  | Neu   | –       | Neu |
|                                                            | Partido Regionalista de Cantabria                                               | 44.010     | 0,2  | N/A   | –       | ±0  |
|                                                            | Geroa Bai                                                                       | 42.415     | 0,2  | –0,1  | 1       | ±0  |
|                                                            | Por un Mundo más Justo                                                          | 27.210     | 0,1  | ±0,0  | –       | ±0  |
|                                                            | Partido Comunista de los Pueblos de España                                      | 26.254     | 0,1  | ±0,0  | –       | ±0  |
|                                                            | Anticapitalistas                                                                | 22.289     | 0,1  | N/A   | –       | ±0  |
|                                                            | Pirates de Catalunya                                                            | 21.876     | 0,1  | Neu   | –       | Neu |
|                                                            | Unificación Comunista de España                                                 | 15.869     | 0,1  | N/A   | –       | ±0  |
|                                                            | Partido Humanista                                                               | 10.132     | 0,0  | ±0,0  | –       | ±0  |
|                                                            | Sonstige < 10.000 Stimmen                                                       | 25.961     | 0,1  | ±0,0  | –       | ±0  |
| Votos en blanco i                                          | Votos en blanco i                                                               | 333.461    | 1,4  | +0,3  | –       | –   |
| Gesamt                                                     | Gesamt                                                                          | 24.348.886 | 100  |       | 350     | –   |
|                                                            |                                                                                 |            |      |       |         |     |
| Ungültige Stimmen                                          | Ungültige Stimmen                                                               | 317.555    | 1,3  | +0,6  |         |     |
| Wähler                                                     | Wähler                                                                          | 24.666.441 | 68,9 | +4,9  |         |     |
| Wahlberechtigte                                            | Wahlberechtigte                                                                 | 35.779.491 |      |       |         |     |
|                                                            |                                                                                 |            |      |       |         |     |
| Quellen: Junta electoral central – Ministerio del interior |                                                                                 |            |      |       |         |     |

#### Ergebnis nach Regionen

Parlamentswahl 2011 (Congreso) – Mehrheitsparteien in den Wahlkreisen

Das Ergebnis (Stimmen und Sitze) in den einzelnen Autonomen Gemeinschaften (Regionen) und den beiden Autonomen Städten Ceuta und Melilla:
|                     | PP         | PSOE       | IU        | UPyD      | CiU        | EAJ- PNV  | Amaiur    | ERC      | BNG       | CC-NC- PNC | Compromís- Q | FAC       | Sitze gesamt |
| ------------------- | ---------- | ---------- | --------- | --------- | ---------- | --------- | --------- | -------- | --------- | ---------- | ------------ | --------- | ------------ |
| Andalusien          | 45,57 % 33 | 36,60 % 25 | 8,27 % 2  | 4,77 % 0  |            |           |           |          |           |            |              |           | 60           |
| Aragonien           | 47,70 % 8  | 31,52 % 4  | 10,53 % 1 | 5,77 % 0  |            |           |           |          |           |            |              |           | 13           |
| Asturien            | 35,40 % 3  | 29,34 % 3  | 13,24 % 1 | 3,91 % 0  |            |           |           |          |           |            |              | 14,68 % 1 | 8            |
| Balearen            | 49,59 % 5  | 28,87 % 3  | 4,94 % 0  | 4,23 % 0  |            |           |           | 1,07 % 0 |           |            |              |           | 8            |
| Baskenland          | 17,81 % 3  | 21,55 % 4  | 3,69 % 0  | 1,80 % 0  |            | 27,41 % 5 | 24,11 % 6 |          |           |            |              |           | 18           |
| Extremadura         | 51,18 % 6  | 37,19 % 4  | 5,70 % 0  | 3,46 % 0  |            |           |           |          |           |            |              |           | 10           |
| Galicien            | 52,53 % 15 | 27,81 % 6  | 4,11 % 0  | 1,21 % 0  |            |           |           |          | 11,18 % 2 |            |              |           | 23           |
| Kanaren             | 47,97 % 9  | 24,85 % 4  | 4,31 % 0  | 2,64 % 0  |            |           |           |          |           | 15,47 % 2  |              |           | 15           |
| Kantabrien          | 52,17 % 4  | 25,23 % 1  | 3,59 % 0  | 3,59 % 0  |            |           |           |          |           |            |              |           | 5            |
| Kastilien-La Mancha | 55,81 % 14 | 30,34 % 7  | 5,78 % 0  | 4,96 % 0  |            |           |           |          |           |            |              |           | 21           |
| Kastilien-León      | 55,37 % 21 | 29,19 % 11 | 5,64 % 0  | 6,12 % 0  |            |           |           |          |           |            |              |           | 32           |
| Katalonien          | 20,70 % 11 | 26,66 % 14 | 8,09 % 3  | 1,15 % 0  | 29,35 % 16 |           |           | 7,07 % 3 |           |            |              |           | 47           |
| La Rioja            | 54,70 % 3  | 31,09 % 1  | 4,60 % 0  | 5,96 % 0  |            |           |           |          |           |            |              |           | 4            |
| Madrid              | 50,97 % 19 | 26,05 % 10 | 8,04 % 3  | 10,30 % 4 |            |           |           |          |           |            |              | 0,20 % 0  | 36           |
| Murcia              | 64,22 % 8  | 20,99 % 2  | 5,70 % 0  | 6,26 % 0  |            |           |           |          |           |            |              |           | 10           |
| Navarra             | 38,21 % 2  | 22,02 % 1  | 5,51 % 0  | 2,06 % 0  |            | 12,81 % 1 | 14,86 % 1 |          |           |            |              |           | 5            |
| Valencia            | 53,32 % 20 | 26,75 % 10 | 6,51 % 1  | 5,60 % 1  |            |           |           | 0,29 % 0 |           |            | 4,81 % 1     |           | 33           |
| Ceuta               | 65,93 % 1  | 20,26 % 0  | 1,81 % 0  | 3,34 % 0  |            |           |           |          |           |            |              |           | 1            |
| Melilla             | 66,71 % 1  | 25,32 % 0  |           | 3,71 % 0  |            |           |           |          |           |            |              |           | 1            |

Nach Art. 23 der Geschäftsordnung des Abgeordnetenhauses sind für die Bildung einer Fraktion mindestens 15 Abgeordnete notwendig. Fünf Sitze sind ausreichend, wenn auf die Wahlvorschläge der Abgeordneten, die die Fraktion bilden wollen (und die auch verschiedenen Parteien angehören können), insgesamt mindestens fünf Prozent der Stimmen entfallen sind oder aber mindestens 15 Prozent in den Wahlkreisen, in denen die Gruppierungen zur Wahl angetreten sind.
Es bildeten sich folgende Fraktionen:
- PP mit 185 Abgeordneten (ohne den über die gemeinsame Liste PP-UPN in Navarra gewählten Abgeordneten, der der UPN angehört)
- PSOE mit 110 Abgeordneten
- CiU mit 16 Abgeordneten
- IU mit 11 Abgeordneten
- UPyD mit 5 Abgeordneten
- EAJ-PNV mit 5 Abgeordneten (ohne die über die Liste Geroa Bai in Navarra gewählte Parteilose Uxue Barkos Berruezo)

Die restlichen 18 fraktionslosen Abgeordneten (Amaiur 7, ERC 3, BNG 2, CC-NC 2, UPN 1, Compromís-Q 1, Geroa Bai 1, FAC 1) werden gemäß der Geschäftsordnung automatisch in der Grupo Mixto zusammengefasst.
Die Bildung einer eigenen Fraktion von Amaiur wurde vom Präsidium der Kammer abgelehnt, da diese Formation zwar in den drei Wahlkreisen Álava, Guipúzcoa und Vizcaya jeweils mehr als 15 % erzielt hatte, nicht jedoch in dem vierten Wahlkreis (Navarra), in dem sie ebenfalls angetreten war (14,86 %).

### Senat
Der Senat setzt sich aus direkt vom Volk gewählten Mitgliedern und weiteren Senatoren, die von den Parlamenten der einzelnen Autonomen Gemeinschaften (span.: Comunidades Autónomas) bestimmt werden, zusammen. Die Direktwahl findet gleichzeitig mit den Wahlen der Abgeordneten des Congreso statt. Die Zahl der indirekt gewählten Senatoren richtet sich nach der Bevölkerungszahl der jeweiligen Region (einer plus ein weiterer je 1 Mio. Einwohner).
In der 10. Legislatur besteht der Senat aus 266 Mitgliedern: 208 direkt gewählten und 58 von den Regionalparlamenten entsandten.
Die Direktwahl erfolgt in Wahlkreisen, die mit den Provinzen übereinstimmen (bis auf die Balearen und Kanaren, wo Wahlkreis die einzelnen Inseln sind). In den Provinz-Wahlkreisen werden jeweils – unabhängig von der Bevölkerungszahl – vier Senatoren gewählt, wobei jeder Wähler drei Personenstimmen vergeben und jede Partei drei Kandidaten benennen kann. Der Anhänger einer Partei wird in der Regel seine Stimmen den drei Kandidaten „seiner“ Partei geben. Dies führt normalerweise dazu, dass die drei Kandidaten der stärksten Partei in der Provinz mehr Stimmen erhalten als der bestplatzierte Kandidat der zweitstärksten Partei. In der ganz überwiegenden Zahl der Fälle wird daher die stärkste Partei drei Senatoren und die zweitstärkste Partei einen für die Provinz stellen. Bei den Wahlen 2011 war dies nur in der Provinz Tarragona nicht der Fall, wo jeweils zwei Kandidaten der CiU und der Entesa gewählt wurden. Es liegt daher eine Form der Mehrheitswahl vor (siehe Wahlen in Spanien).
Die Zusammensetzung der von den Regionalparlamenten entsandten Senatoren kann sich während der Legislatur ändern (wenn während der Legislaturperiode neue Regionalparlamente gewählt werden), deshalb wird im Folgenden nur die Zusammensetzung des Senats zu Beginn der Legislatur im November 2011 wiedergegeben:

Zusammensetzung des Senats nach der Wahl

| ← Zusammensetzung Senat, November 2011 →        |                  |                      |                    |
| Partei                                          | Senatoren gesamt | Senatoren Direktwahl | Senatoren indirekt |
| Partido Popular (PP)                            | 166              | 136                  | 30                 |
| Partido Socialista Obrero Español (PSOE)        | 66               | 48                   | 18                 |
| Entesa pel Progrés de Catalunya (PSC-EUiA-IC-V) | 10               | 7                    | 3                  |
| Convergència i Unió (CiU)                       | 13               | 9                    | 4                  |
| Partido Nacionalista Vasco (EAJ-PNV)            | 5                | 4                    | 1                  |
| Coalición Canaria-Nueva Canarias (CC-NC-PNC)    | 2                | 1                    | 1                  |
| Foro de Ciudadanos (FAC)                        | 1                | 0                    | 1                  |
| Amaiur                                          | 3                | 3                    | 0                  |

## Regierungsbildung
Für die Regierungsbildung ist nach der spanischen Verfassung nur das Abgeordnetenhaus relevant: Es wählt den Ministerpräsidenten (Art. 99), nur ihm ist die Regierung verantwortlich (Art. 108).
Am 20. Dezember wurde Mariano Rajoy mit 187 Ja-Stimmen (PP, UPN, FAC) bei 14 Enthaltungen (Amaiur, EAJ-PNV, CC-NC) und 149 Gegenstimmen (PSOE, CiU, IU, ERC, UPyD, BNG, Compromís-Q und Geroa Bai) zum Ministerpräsidenten gewählt.
Er bildete das Kabinett Rajoy I.
| Kandidat      | Datum                                                    |            |     |     |    |   |    |   | EAJ |   |   |   | Compromís |   |   | Ergebnis |
| ------------- | -------------------------------------------------------- | ---------- | --- | --- | -- | - | -- | - | --- | - | - | - | --------- | - | - | -------- |
| Mariano Rajoy | 20. Dezember 2011 notwendig: absolute Mehrheit (176/350) | Ja         | 186 |     |    |   |    |   |     |   |   |   |           | 1 |   | 187/350  |
| Mariano Rajoy | 20. Dezember 2011 notwendig: absolute Mehrheit (176/350) | Nein       |     | 110 | 11 | 5 | 16 |   |     | 3 | 2 |   | 1         |   | 1 | 149/350  |
| Mariano Rajoy | 20. Dezember 2011 notwendig: absolute Mehrheit (176/350) | Enthaltung |     |     |    |   |    | 7 | 5   |   |   | 2 |           |   |   | 14/350   |